# Korunovace britských panovníků

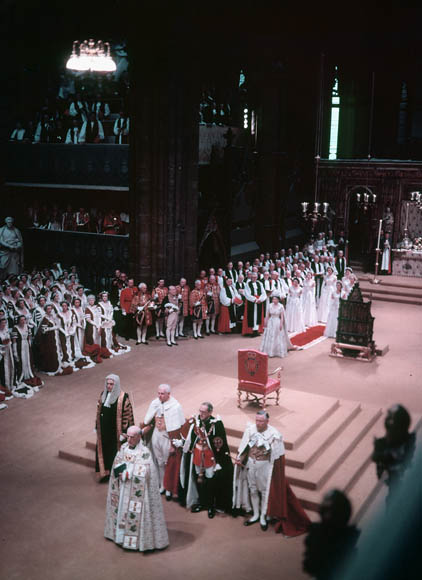
Fotografie z korunovace Alžběty II. (1953)

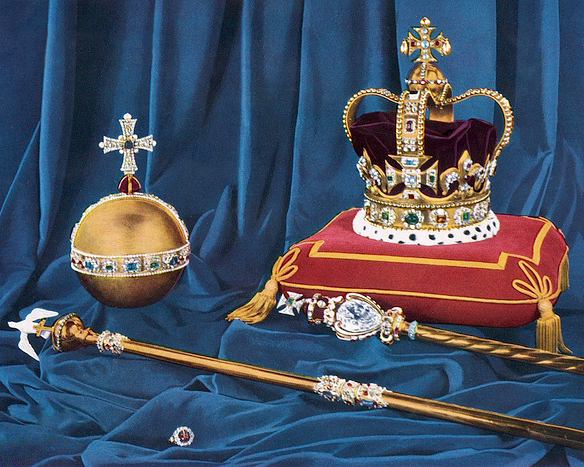
Korunovační klenoty: Koruna sv. Eduarda, královské jablko a dvojice žezel

Korunovace britského panovníka (anglicky coronation of the British monarch) je obřad, během kterého je panovník Spojeného království pomazán, korunován a jsou mu předány korunovační klenoty. Dle tradice se korunovace většinou koná několik měsíců po smrti předchozího britského panovníka, kterou se následník či následnice trůnu automaticky stávají novým britským panovníkem. Časový rozestup mezi smrtí předchozího panovníka a korunovací jeho nástupce umožňuje konání slavnostní události, jakou je korunovace až po skončení truchlení po zesnulém panovníkovi a také dává prostor pro naplánování celého obřadu. Přestože korunovace není pro výkon panovnických pravomocí a povinností nutná, tak ji během své vlády většina britských i anglických králů absolvovala. Pokud je mužský panovník ženatý, tak většinou společně s ním korunovaci podstupuje i jeho manželka. 
Obřad korunovace probíhá ve Westminsterském opatství a vede jej arcibiskup canterburský jako nejvýše postavený duchovní Anglikánské církve, jejíž je panovník oficiální hlavou. Kromě arcibiskupa se korunovace účastní další duchovní i světští hodnostáři. Přítomní jsou také členové britské královské rodiny, zástupci britské šlechty, členové vlády a parlamentu, generální guvernéři a předsedové vlád zemí kterým vládne britský panovník (Commonwealth realm), guvernéři britských závislých území, zástupci dalších zemí Commonwealthu, představitelé zahraničních panovnických rodin a také představitelé cizích států. V minulosti byly korunovacím přítomni mj. i představitelé podřízených území. 

## Části obřadu
Základní části obřadu jsou: představení panovníka lidu a jeho přijetí, přísaha panovníka podporovat anglikánskou církev a zákony zemí jímž vládne, pomazání panovníka olejem, investitura (předání korunovačních klenotů panovníkovi) a jeho samotná korunovace, intronizace a následné složení holdu britských poddaných nově korunovanému panovníkovi. Po korunovaci většinou následuje tradiční korunovační hostina. Během 20. století se stalo zvykem, že se před hostinou ukáže královská rodina veřejnosti na balkónu Buckinghamského paláce.
Korunovace krále Karla III. a jeho manželky proběhla v sobotu 6. května 2023, tj. osm měsíců po smrti Alžběty II.
Britští králové a královny jsou poslední evropští panovníci, kteří jsou během své vlády korunováni. Ostatní evropské monarchie byly zrušeny nebo korunovační obřady už nevykonávají.

## Historie

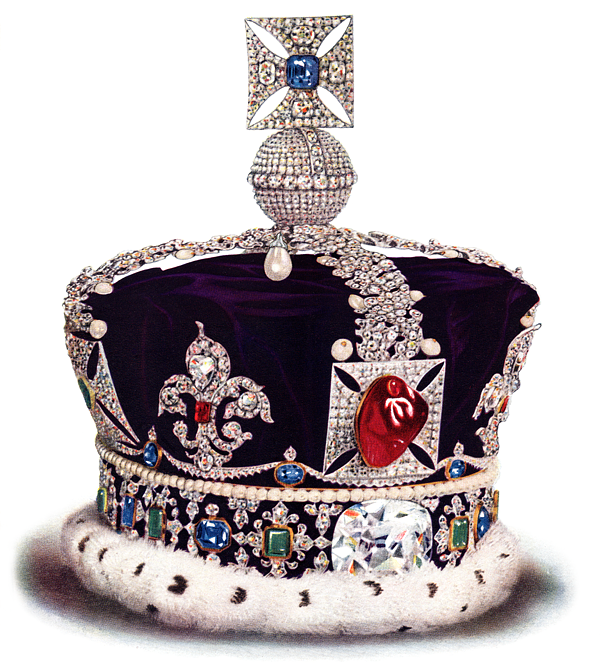
Imperial State Crown

Od roku 1603, kdy zemřela Alžběta I. a na anglický trůn nastoupil skotský král Jakub VII. Stuart byly obě země spojeny pod vládou společného panovníka. Od roku 1685 podstupovali společní panovníci pouze jediný korunovační obřad v Londýně (za účasti části skotských šlechticů). Vilém III. a Marie II. byly v roce 1689 jako historicky jediní britští panovníci korunováni jako spoluvládci. Zákonem o unii došlo roku 1707 ke spojení Anglie a Skotska do jednotného království Velké Británie. Britští králové tak byli nadále korunováni arcibiskupem z Canterbury jako králové Velké Británie v londýnském Westmisterském opatství, čím fakticky pokračovala tradice anglických korunovací. Prvním takto korunovaným králem byl Jiří I. roku 1714. Jelikož neuměl dostatečně anglicky, byla za jazyk korunovace netradičně zvolena latina. Nejhonosnější korunovace byla uspořádána pro Jiřího IV. v roce 1821. Naopak korunovace jeho bratra o deset let později byla z důvodu ekonomické krize značně zredukována a král samotný ji původně ani nechtěl podstoupit. Některá úsporná opatření byla zachována i pro korunovace dalších panovníků. 
Korunovace Eduarda VII. v roce 1902 byli přítomni představitelé britských dominií (autonomních států v rámci britského impéria). Při korunovaci jeho syna Jiřího V. v roce 1911 byla dominia reprezentována také jejich symboly a některé části korunovace byly fotografovány. Westminsterským statutem z roku 1931 byla dominia postavena naroveň Spojenému království a získala nezávislost, přičemž zůstala součástí Britského impéria a panovníkem každého z nich zůstal britský král. Proto byla změněna korunovační přísaha, kterou panovník skládá resp. je korunován společně za všechny země kterým vládne. První korunovací, kde byla tato změna reflektována byla v roce 1937 korunovace Jiřího VI. Ta byla také první korunovací, která byla přenášena rozhlasem a některé její části byly natočeny a následně promítány v kinech. Většina následující korunovace Alžběty II. v roce 1953 byla i přes značné protesty přenášena televizí.

## Průběh korunovace

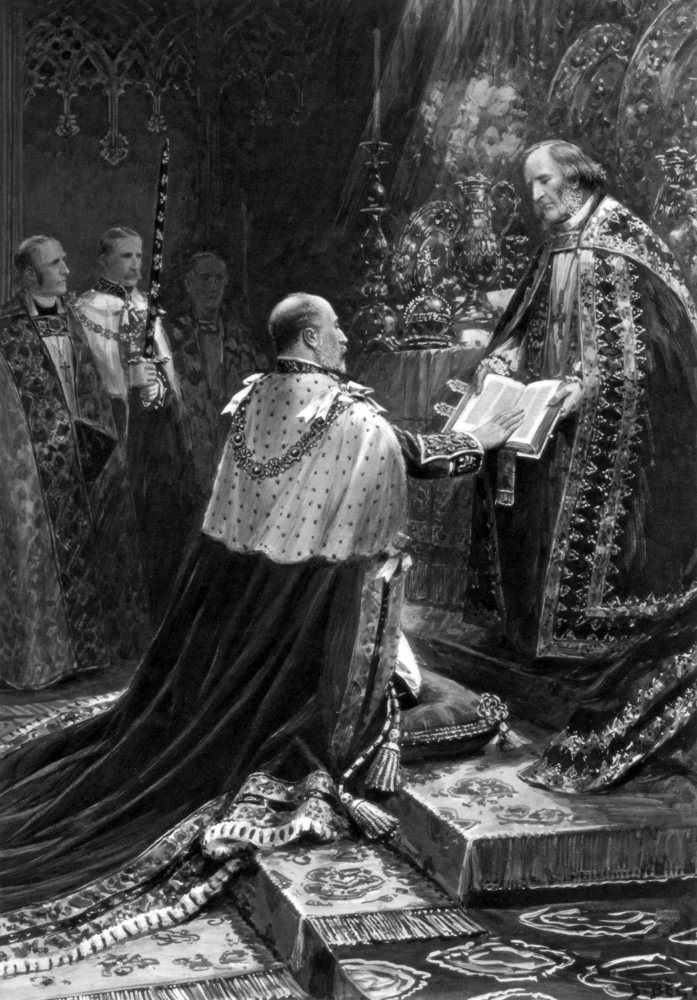
Eduard VII. skládá korunovační přísahu (1902)

### Představení krále a složení slibu
Za zpěvu litanií přichází duchovní a další hodnostáři. Poté během zpěvu Žalmu 122 vejde do chrámu panovník v rudém surcotu. Poté arcibiskup představí přítomným v chrámu osobu krále a zeptá se zda ho přijimají za krále. Po jejich souhlasu přistoupí ke složení korunovační přísahy králem, jak ji vyžaduje Coronation Oath Act 1688 a ve které panovník mj. slibuje zachovávat zvyky a parlamentem ustanovené zákony, stejně jako protestantskou víru. Před korunovací panovník slibuje zachovávat presbyteriánskou Skotskou církev. Poté je slavena Eucharistie, která je po nicejském vyznání přerušena a následuje pomazání krále. 
| „                                             | Will you solemnly promise and swear to govern the Peoples of the United Kingdom of Great Britain and Northern Ireland, Canada, Australia, New Zealand, the Union of South Africa, Pakistan and Ceylon, and of your Possessions and other Territories to any of them belonging or pertaining, according to their respective laws and customs? Slibuješ a přísaháš, že budeš vládnout lidu Spojeného království Velké Británie a severního Irska, Kanady, Austrálie, Nového Zélandu, Jihoafrické unie, Pákistánu a Cejlonu, a dalších tvých držav a území, v souladu s jejich příslušnými zvyky a zákony? | “ |
| — Část korunovační přísahy Alžběty II. (1953) | |   |

### Pomazání krále
Po přerušení Eucharistie je recitován hymnus Veni Creator Spiritus, po jehož doznění arcibiskup recituje modlitby předcházející pomazání. Poté je král (oblečený v korunovačním taláru) usazen do korunovačního Křesla svatého Eduarda, ve kterém je od středověku uložen skotský Kámen osudu. Vzhledem k posvátnosti pomazání je nad panovníkem umístěn královský baldachýn, držený čtveřicí rytířů Podvazkového řádu. Akt pomazání nebyl ani fotografován v roce 1937 ani přenášen televizí v roce 1953. Poté arcibiskup pomaže krále svatým olejem (křižmem) do tvaru kříže na rukou, hlavě a na hrudi, během čehož recituje konsekrační formuli upomínající k pomazání krále Šalomouna knězem Sádokem. Poté král vstane z Korunovačního křesla a poklekne a arcibiskup recituje modlitbu Deus, Dei Filius. Poté se král opět usadí na křeslo a je odstraněn baldachýn.

### Investitura a korunování

Korunování Jiřího VI.

Panovník je oblečen do spodní tuniky Colobium sindonis, přes kterou je oblečena svrchní zdobená zlatá supertunika. Následně jsou panovníkovi předvedeny ostruhy a státní meč, který arcibiskup odloží na oltář. Následuje zahalení krále do zdobeného zlatého korunovačního pláště. Králi jsou arcibiskupem postupně předány korunovační klenoty: jablko (které arcibiskup odloží na oltář), prsten a dvojice královských žezel. 
Arcibiskup z oltáře vezme Korunu svatého Eduarda a posléze odloží zpět a pronese modlitbu Deus tuorum Corona fidelium. Korunu následně převezme westminsterský děkan a společně s arcbiskupem a dalšími duchovními se přesune k panovníkovi sedícímu na Křesle svatého Eduarda. Korunu předá arcibiskupovi, který ji posadí na královu hlavu. V tuto chvíli přítomné osazenstvo třikrát souhlasně zvolá God Save the King nebo God Save the Queen (česky Bože ochraňuj krále resp. Bože ochraňuj královnu v závislosti na pohlaví panovníka). Přítomní britští šlechtici (pairové) a vybraní královští hodnostáři si nasadí své koronety. Poté se rozezní fanfáry a po celé zemi se rozezní zvony. Dělové baterie v Toweru a Hyde Parku vystřelí slavnostní salvy.
Zatímco všichni kromě panovníka stojí, recituje arcibiskup modlitbu Coronet te Deus, po které zazní antyfona Confortare, následována požehnáním. 
Britští panovníci jsou většinou korunováni Korunou svatého Eduarda (2,3 kg), kromě královny Viktorie v roce 1838 a Eduarda VII. v roce 1902, kteří byli korunováni lehčí Britskou imperiální korunou (1 kg). Korunou podobného vzhledu jako má Imperiální koruna byli korunováni i Jiří I., Jiří II., Jiří III. a Vilém VI. Jiří IV. nechal pro svou korunovaci vyrobit novou korunu, která při dalších korunovacích užita nebyla.  

### Intronizace a vzdání holdu

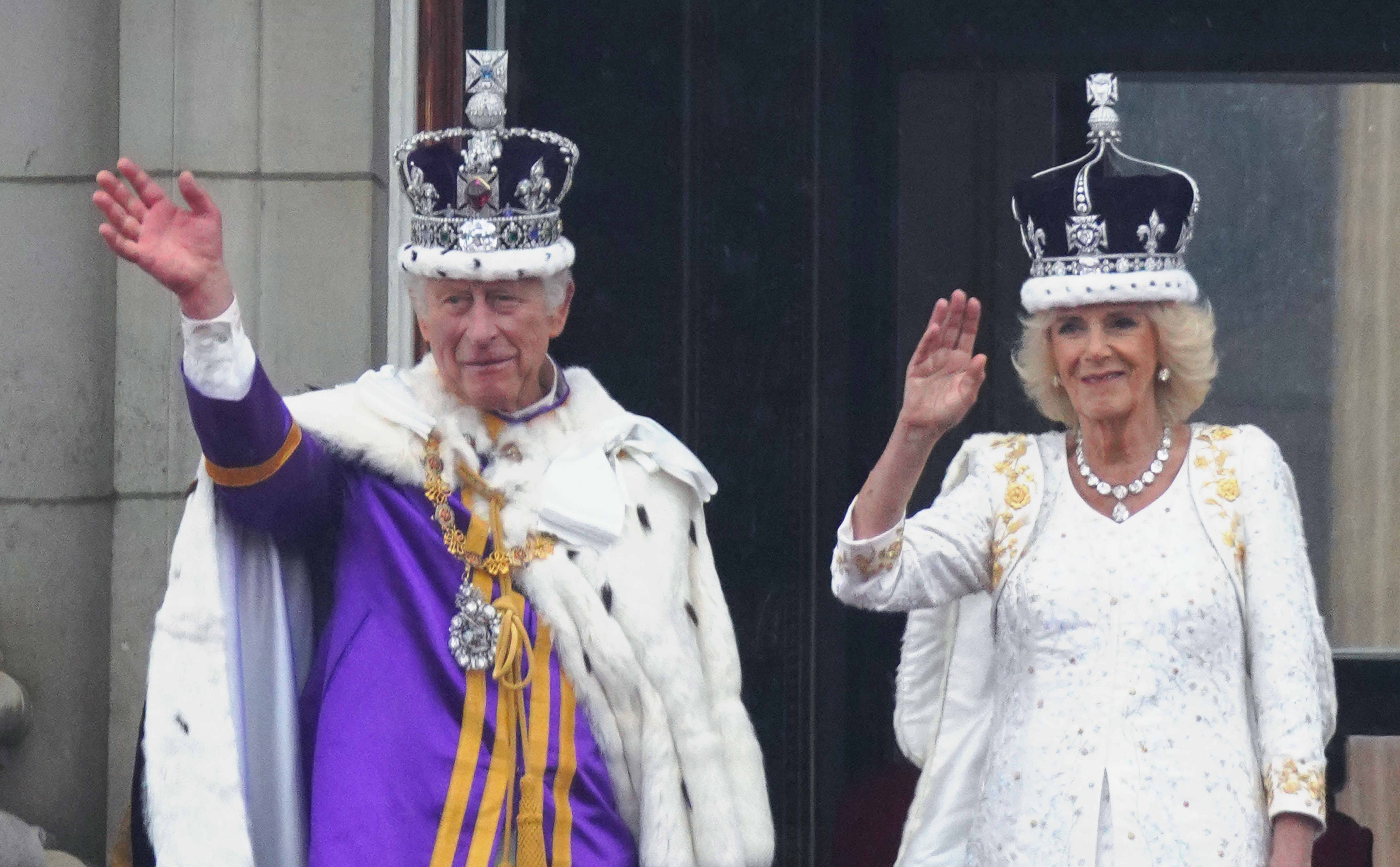
Karel III. a Camilla na balkóně Buckinghamského paláce po korunovaci, 6. května 2023

Po požehnání král vstane z křesla svatého Eduarda a usedne na opodál stojící trůn. Zazní intronizační formule Sta et retine (anglicky: Stand firm) užívaná již od 10. století. Poté následuje vzdávání holdu a přísaha věrnosti nově korunovanému panovníkovi. Nejdříve společně předstoupí duchovní v čele s arcibiskupem z Canterbury, poté postupně členové královské rodiny. Po královské rodině přistupují šlechtici sestupně podle šlechtických hodností.
Poté může následovat obřad pomazání, investitura, korunovace a intronizace královny. Následně na konci obřadu jsou recitovány modlitby za nově korunovaného panovníka, příp. jeho korunovanou manželku. Král, příp. královský pár se s procesím odebere do Kaple svatého Eduarda, kde na oltář odloží korunovační klenoty včetně koruny a zlatého korunovačního pláště. Namísto toho obdrží Imperiální korunu, žezlo, jablko a je oblečen do fialového královského pláště, zatímco v chrámu zazní slavnostní hymnus Te Deum laudamus. Poté král za znění národní hymny God Save the King (česky Bože, ochraňuj krále) opustí kapli.  

## Seznam korunovací králů a královen Spojeného království

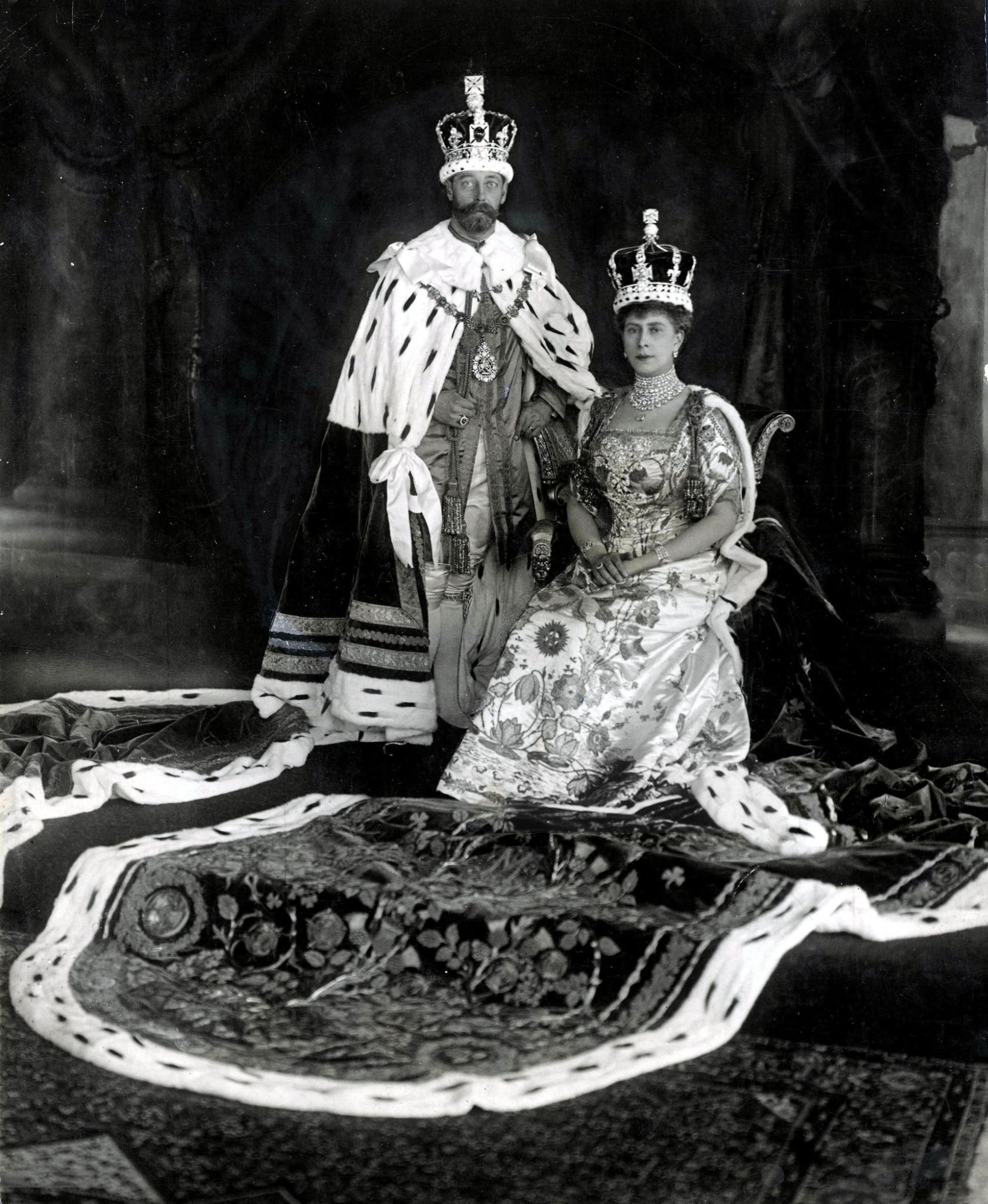
Korunovační portrét Jiřího V. a Marie z Tecku

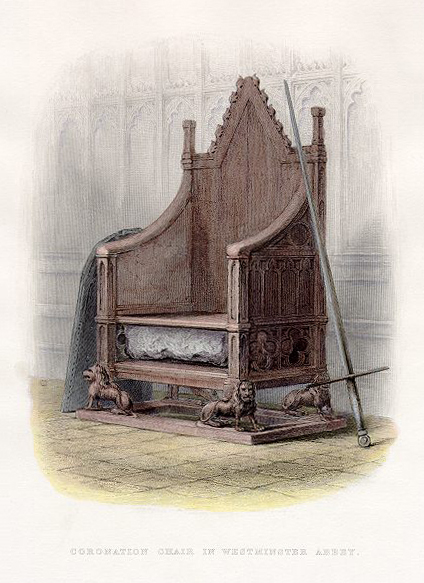
Korunovační křeslo svatého Eduarda obsahující skotský Kámen osudu.

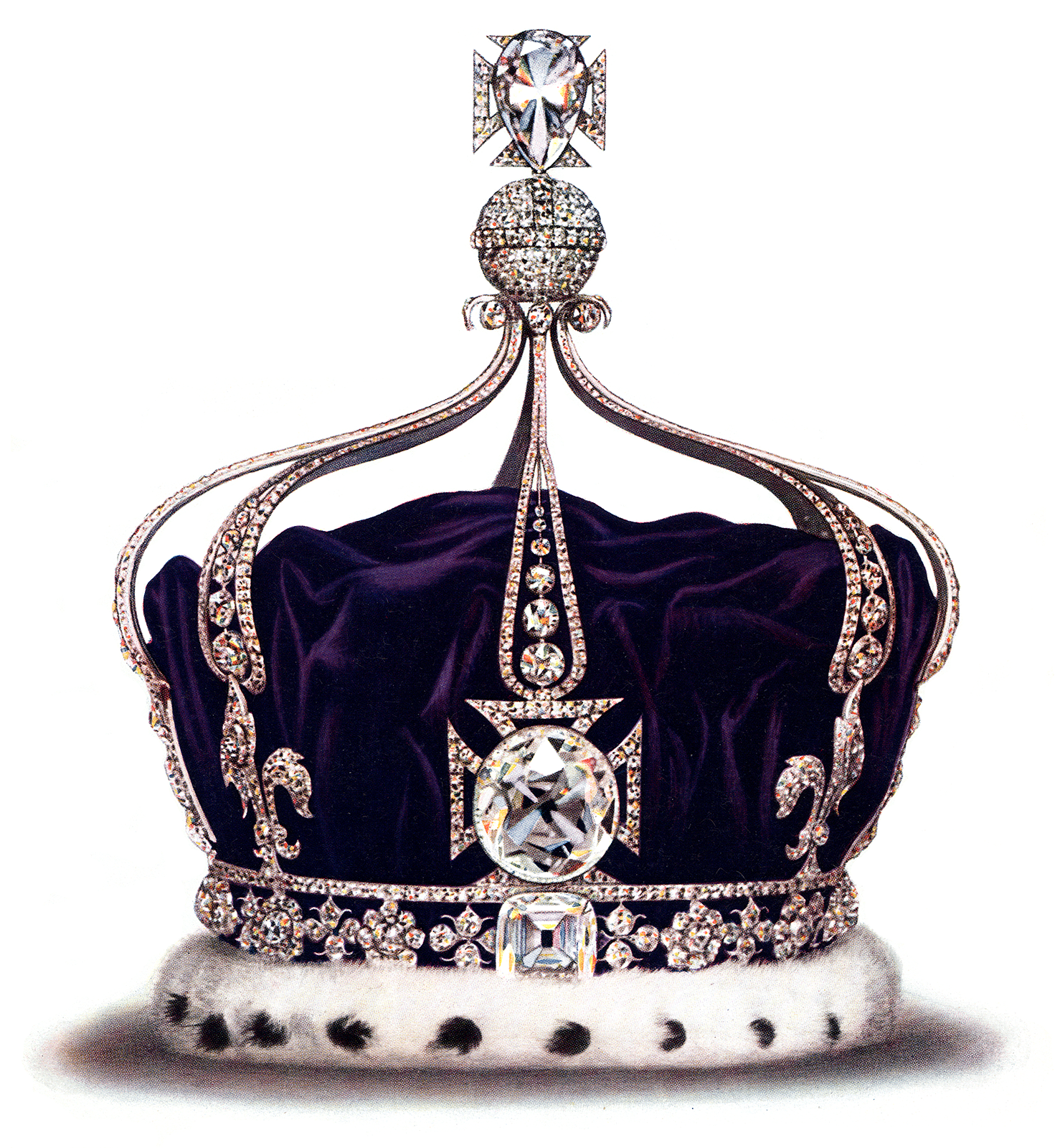
Koruna královny Marie z Tecku

| Status                   | Panovník                       | Datum           | Místo                           | Koronátor                                      |
| ------------------------ | ------------------------------ | --------------- | ------------------------------- | ---------------------------------------------- |
| Král                     | Jakub II.                      | 23. duben 1685  | Westminsterské opatství, Londýn | William Sancroft arcibiskup z Canterbury       |
| Královna                 | Marie Modenská                 | 23. duben 1685  | Westminsterské opatství, Londýn | William Sancroft arcibiskup z Canterbury       |
| Král a královna společně | Vilém III. a Marie II.         | 11. dubna 1689  | Westminsterské opatství, Londýn | Henry Compton biskup londýnský                 |
| Královna                 | Anna Stuartovna                | 23. dubna 1702  | Westminsterské opatství, Londýn | Thomas Tenison arcibiskup z Canterbury         |
| Král                     | Jiří I.                        | 20. října 1714  | Westminsterské opatství, Londýn | Thomas Tenison arcibiskup z Canterbury         |
| Král                     | Jiří II.                       | 11. říjen 1727  | Westminsterské opatství, Londýn | William Wake arcibiskup z Canterbury           |
| Královna                 | Karolina z Ansbachu            | 11. říjen 1727  | Westminsterské opatství, Londýn | William Wake arcibiskup z Canterbury           |
| Král                     | Jiří III.                      | 22. září 1761   | Westminsterské opatství, Londýn | Thomas Secker arcibiskup z Canterbury          |
| Královna                 | Šarlota Meklenbursko-Střelická | 22. září 1761   | Westminsterské opatství, Londýn | Thomas Secker arcibiskup z Canterbury          |
| Král                     | Jiří IV.                       | 19. ledna 1821  | Westminsterské opatství, Londýn | Charles Manners-Sutton arcibiskup z Canterbury |
| Král                     | Vilém IV.                      | 8. září 1831    | Westminsterské opatství, Londýn | William Howley arcibiskup z Canterbury         |
| Královna                 | Adelheid Sasko-Meiningenská    | 8. září 1831    | Westminsterské opatství, Londýn | William Howley arcibiskup z Canterbury         |
| Královna                 | Viktorie                       | 28. červen 1838 | Westminsterské opatství, Londýn | William Howley arcibiskup z Canterbury         |
| Král                     | Eduard VII.                    | 9. srpen 1902   | Westminsterské opatství, Londýn | Frederick Temple arcibiskup z Canterbury       |
| Královna                 | Alexandra Dánská               | 9. srpen 1902   | Westminsterské opatství, Londýn | Frederick Temple arcibiskup z Canterbury       |
| Král                     | Jiří V.                        | 22. červen 1911 | Westminsterské opatství, Londýn | Randall Davidson arcibiskup z Canterbury       |
| Královna                 | Marie z Tecku                  | 22. červen 1911 | Westminsterské opatství, Londýn | Randall Davidson arcibiskup z Canterbury       |
| Král                     | Jiří VI.                       | 12. květen 1937 | Westminsterské opatství, Londýn | Cosmo Gordon Lang arcibiskup z Canterbury      |
| Královna                 | Elizabeth Bowes-Lyon           | 12. květen 1937 | Westminsterské opatství, Londýn | Cosmo Gordon Lang arcibiskup z Canterbury      |
| Královna                 | Alžběta II.                    | 2. června 1953  | Westminsterské opatství, Londýn | Geoffrey Fisher arcibiskup z Canterbury        |
| Král                     | Karel III.                     | 6. květen 2023  | Westminsterské opatství, Londýn | Justin Welby arcibiskup z Canterbury           |
| Královna                 | Camilla Shandová               | 6. květen 2023  | Westminsterské opatství, Londýn | Justin Welby arcibiskup z Canterbury           |

## Korunovace anglických králů

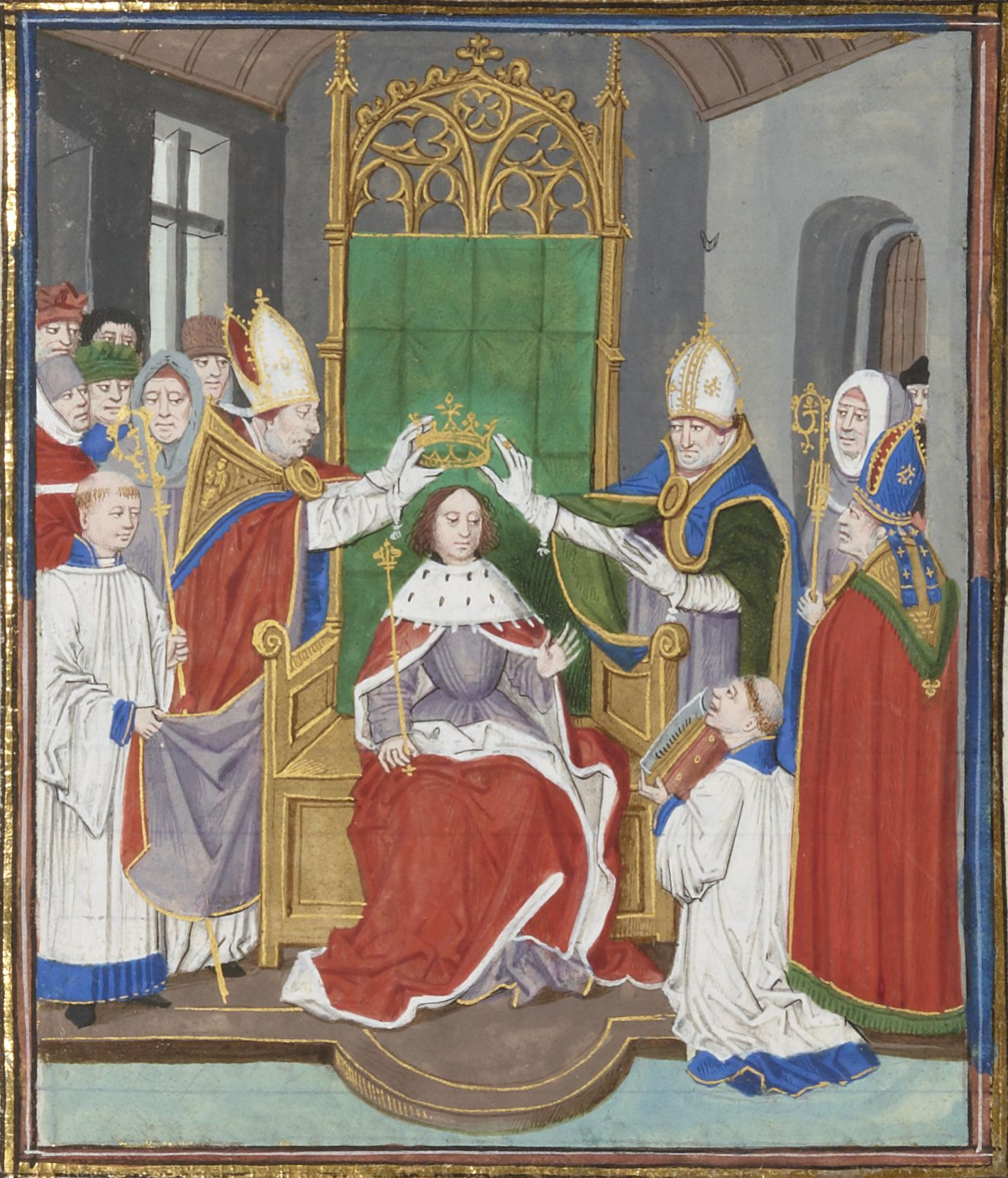
Korunovace Eduarda III.

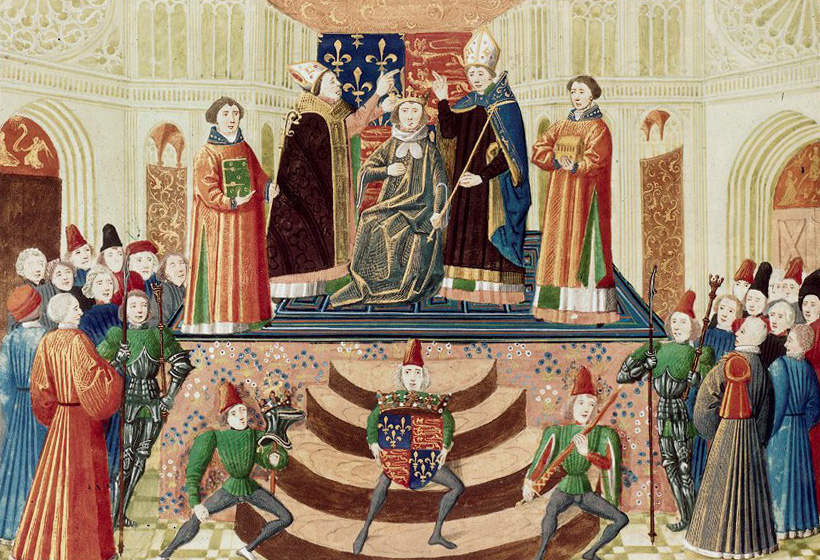
Korunovace Jindřicha IV. anglickým králem roku 1399

Anglický korunovační řád vychází z tradice korunovací anglosaských králů, především postup korunovace užitý arcibiskupem Dunstanem z Canterbury pro korunovaci Edgara I. z roku 973. Podoba vycházela z korunovací franských králů a z biskupského svěcení. V průběhu středověku doznal korunovační řád několika změn (anglicky recension), zvláště pak ve 12. století měl na jeho podobu vliv německých korunovačních řádů. Verze užívaná od 12. století se nazývá Liber Regalis. Od roku 1066 až na ojedinělé výjimky se korunovace konaly v londýnském Westminsterském opatství a obřad vedl arcibiskup canterburský jako nejvýše postavený duchovní církve v Anglii.   
Korunovace Eduarda VI. v roce 1547, kterou provedl arcibiskup Thomas Cranmer byla první z protestantských korunovací anglických králů. Po Eduardově smrti o několik let později nastoupila na trůn jeho setra Marie I., která jako katolička podstoupila opět katolickou korunovaci. Korunovace Alžbety I. v roce 1559 byla poslední pod záštitou římskokatolické církve. Nicméně zapojení prvků reflektujících Alžbětinu protestantskou víru do korunovačního obřadu vedlo k tomu že žádný z nejvýše postavených biskupů korunovaci neprovedl a tento úkol připadl Owenu Oglethorpovi, biskupovi z Carlisle. V roce 1601 byl Liber Regalis přeložen do angličtiny a korunovace Alžbětina nástupce Jakuba Stuarta a jeho manželky v roce 1603 byla první korunovací pro kterou byla použita angličtina namísto do té doby používané latiny.    
| Status   | Panovník                        | Datum              | Místo                               | Koronátor                                                       |
| -------- | ------------------------------- | ------------------ | ----------------------------------- | --------------------------------------------------------------- |
| Král     | Eduard Vyznavač                 | 3. duben 1047      | Winchesterská katedrála, Winchester | Edsige arcibiskup z Canterbury                                  |
| Král     | Harold II. Godwinson            | 6. ledna 1066      | Westminsterské opatství, Londýn     | Stigand arcibiskup z Canterbury nebo Ealdred arcibiskup z Yorku |
| Král     | Vilém I. Dobyvatel              | 25. prosinec 1066  | Westminsterské opatství, Londýn     | Ealdred arcibiskup z Yorku                                      |
| Královna | Matylda Flanderská              | 11. května 1068    | Westminsterské opatství, Londýn     | Ealdred arcibiskup z Yorku                                      |
| Král     | Vilém II.                       | 26. září 1087      | Westminsterské opatství, Londýn     | Lanfranc arcibiskup z Canterbury                                |
| Král     | Jindřich I.                     | 5. srpna 1100      | Westminsterské opatství, Londýn     | Mořic biskup londýnský                                          |
| Královna | Matylda Skotská                 | 11. listopadu 1100 | Westminsterské opatství, Londýn     | sv. Anselm arcibiskup z Canterbury                              |
| Královna | Adeliza z Lovaně                | 30. ledna 1121     | Westminsterské opatství, Londýn     | Ralph d'Escures arcibiskup z Canterbury                         |
| Král     | Štěpán                          | 26. prosinec 1135  | Westminsterské opatství, Londýn     | William de Corbeil arcibiskup z Canterbury                      |
| Královna | Matylda z Boulogne              | 22. březen 1136    | Westminsterské opatství, Londýn     |                                                                 |
| Král     | Jindřich II.                    | 19. prosince 1154  | Westminsterské opatství, Londýn     | Theobald z Bec arcibiskup z Canterbury                          |
| Královna | Eleonora Akvitánská             | 19. prosince 1154  | Westminsterské opatství, Londýn     | Theobald z Bec arcibiskup z Canterbury                          |
| Král     | Jindřich Mladík (za vlády otce) | 14. června 1170    | Westminsterské opatství, Londýn     | Roger de Pont L'Évêque arcibiskup z Yorku                       |
| Královna | Markéta Francouzská             | 27. srpna 1172     | Winchesterská katedrála, Winchester | Rotrou arcibiskup rouenský                                      |
| Král     | Richard I.                      | 3. září 1189       | Westminsterské opatství, Londýn     | Balduin z Exeteru arcibiskup z Canterbury                       |
| Královna | Berengarie Navarrská            | 12. květen 1191    | Kypr                                |                                                                 |
| Král     | Jan                             | 27. květen 1199    | Westminsterské opatství, Londýn     | Hubert Walter, arcibiskup z Canterbury                          |
| Královna | Isabela z Angoulême             | 8. říjen 1200      | Westminsterské opatství, Londýn     | Hubert Walter, arcibiskup z Canterbury                          |
| Král     | Jindřich III.                   | 28. říjen 1216     | Gloucesterská katedrála, Gloucester | Guala Bicchieri nebo Peter des Roches biskup z Winchesteru      |
| Král     | Jindřich III.                   | 17. květen 1220    | Westminsterské opatství, Londýn     | Stephen Langton arcibiskup z Canterbury                         |
| Královna | Eleonora Provensálská           | 20. ledna 1236     | Westminsterské opatství, Londýn     | Edmund Rich arcibiskup z Canterbury                             |
| Král     | Eduard I.                       | 19. srpna 1274     | Westminsterské opatství, Londýn     | Robert Kilwardby arcibiskup z Canterbury                        |
| Královna | Eleonora Kastilská              | 19. srpna 1274     | Westminsterské opatství, Londýn     | Robert Kilwardby arcibiskup z Canterbury                        |
| Král     | Eduard II.                      | 25. února 1308     | Westminsterské opatství, Londýn     | Henry Woodlock biskup z Winchesteru                             |
| Královna | Isabela Francouzská             | 25. února 1308     | Westminsterské opatství, Londýn     | Henry Woodlock biskup z Winchesteru                             |
| Král     | Eduard III.                     | 1. února 1327      | Westminsterské opatství, Londýn     | Walter Reynolds arcibiskup z Canterbury                         |
| Královna | Filipa Henegavská               | 4. března 1330     | Westminsterské opatství, Londýn     | Simon Mepeham arcibiskup z Canterbury                           |
| Král     | Richard II.                     | 16. července 1377  | Westminsterské opatství, Londýn     | Simon Sudbury arcibiskup z Canterbury                           |
| Královna | Anna Lucemburská                | 22. ledna 1382     | Westminsterské opatství, Londýn     | William Courtenay arcibiskup z Canterbury                       |
| Královna | Isabela z Valois                | 8. leden 1397      | Westminsterské opatství, Londýn     | Thomas Arundel arcibiskup z Canterbury                          |
| Král     | Jindřich IV.                    | 13. říjen 1399     | Westminsterské opatství, Londýn     | Thomas Arundel arcibiskup z Canterbury                          |
| Královna | Jana Navarrská                  | 26. únor 1403      | Westminsterské opatství, Londýn     | Thomas Arundel arcibiskup z Canterbury                          |
| Král     | Jindřich V.                     | 9. dubna 1413      | Westminsterské opatství, Londýn     | Thomas Arundel arcibiskup z Canterbury                          |
| Královna | Kateřina z Valois               | 23. únor 1421      | Westminsterské opatství, Londýn     | Henry Chichele arcibiskup z Canterbury                          |
| Král     | Jindřich VI.                    | 6. listopadu 1429  | Westminsterské opatství, Londýn     | Henry Chichele arcibiskup z Canterbury                          |
| Královna | Markéta z Anjou                 | 30. květen 1445    | Westminsterské opatství, Londýn     | John Stafford, arcibiskup z Canterbury                          |
| Král     | Eduard IV.                      | 28. června 1461    | Westminsterské opatství, Londýn     | Thomas Bourchie arcibiskup z Canterbury                         |
| Královna | Alžběta Woodvillová             | 26. května 1465    | Westminsterské opatství, Londýn     | Thomas Bourchie arcibiskup z Canterbury                         |
| Král     | Richard III.                    | 6. července 1483   | Westminsterské opatství, Londýn     | Thomas Bourchie arcibiskup z Canterbury                         |
| Královna | Anna Nevillová                  | 6. července 1483   | Westminsterské opatství, Londýn     | Thomas Bourchie arcibiskup z Canterbury                         |
| Král     | Jindřich VII.                   | 30. říjen 1485     | Westminsterské opatství, Londýn     | Thomas Bourchie arcibiskup z Canterbury                         |
| Královna | Alžběta z Yorku                 | 25. listopadu 1487 | Westminsterské opatství, Londýn     | John Morton arcibiskup z Canterbury                             |
| Král     | Jindřich VIII.                  | 24. června 1509    | Westminsterské opatství, Londýn     | William Warham, arcibiskup z Canterbury                         |
| Královna | Kateřina Aragonská              | 24. června 1509    | Westminsterské opatství, Londýn     | William Warham, arcibiskup z Canterbury                         |
| Královna | Anna Boleynová                  | 1. června 1533     | Westminsterské opatství, Londýn     | Thomas Cranmer arcibiskup z Canterbury                          |
| Král     | Eduard VI.                      | 20. února 1547     | Westminsterské opatství, Londýn     | Thomas Cranmer arcibiskup z Canterbury                          |
| Královna | Marie I.                        | 1. říjen 1553      | Westminsterské opatství, Londýn     | Stephen Gardiner biskup z Winchesteru                           |
| Královna | Alžběta I.                      | 15. leden 1559     | Westminsterské opatství, Londýn     | Owen Oglethorpe biskup z Carlisle                               |
| Král     | Jakub I.                        | 25. červenec 1603  | Westminsterské opatství, Londýn     | John Whitgift arcibiskup z Canterbury                           |
| Královna | Anna Dánská                     | 25. červenec 1603  | Westminsterské opatství, Londýn     | John Whitgift arcibiskup z Canterbury                           |
| Král     | Karel I.                        | 2. února 1626      | Westminsterské opatství, Londýn     | George Abbot arcibiskup z Canterbury                            |
| Král     | Karel II.                       | 23. duben 1661     | Westminsterské opatství, Londýn     | William Juxon arcibiskup z Canterbury                           |

## Korunovace skotských králů

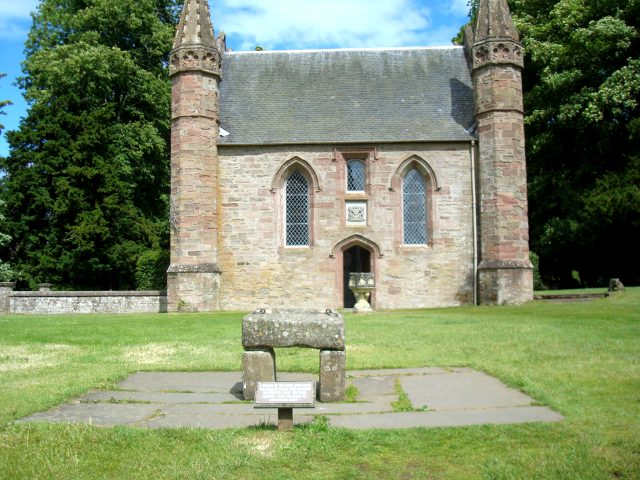
Replika Kamene osudu v opatství ve Scone.

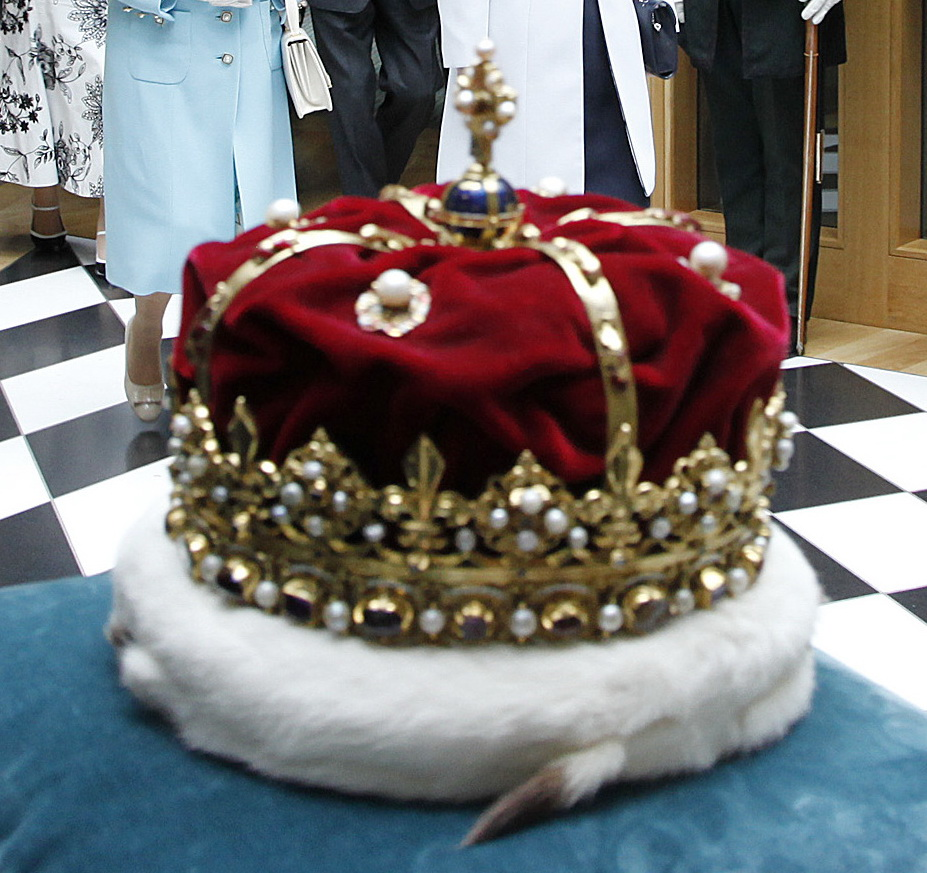
Skotská královská koruna.

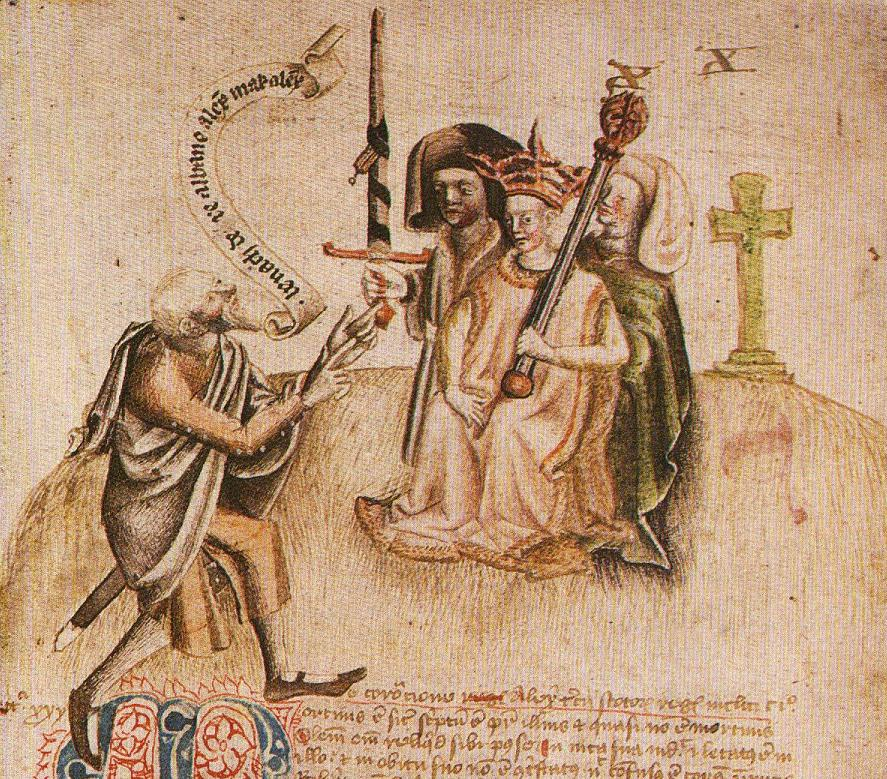
Korunovace Alexandra III. skotským králem roku 1249, Scone

Tradičním korunovačním místem skotských králů bylo benediktinské převorství (později opatství) ve Scone, tehdejším centru skotského království. Zde kde byl uložen korunovační Kámen osudu, který sloužil namísto korunovačního trůnu. Kámen byl v roce 1296 na pokyn anglického krále Eduarda I. odvezen jako válečná kořist během jeho války se Skoty. V roce 1329 udělil papež Jan XXII. papežskou bulou skotským králům právo být pomazán a korunován. Konsekratorem skotských králů byl biskup ze St. Andrews jako nejvýše postavený skotský duchovní. Několik korunovací bylo vykonáno ve Stirlinku nebo Edinburghu. Od roku 1540 byla ke korunovacím používána dodnes dochovaná koruna. Na rozdíl od sousední Anglie byly korunovace královen spíše výjimkou. Poslední korunovace skotského krále proběhla roku 1651 ve Scone. Poslední čtveřice skotských králů podstoupila už pouze jedinou korunovaci v Londýně.
| Status   | Panovník        | Datum              | Místo                           | Koronátor                                                                  |
| -------- | --------------- | ------------------ | ------------------------------- | -------------------------------------------------------------------------- |
| Král     | David I.        | květen 1124        | Opatství ve Scone, Scone        |                                                                            |
| Král     | Malcolm IV.     | 27. května 1153    | Opatství ve Scone, Scone        |                                                                            |
| Král     | Vilém I.        | 24. prosince 1165  | Opatství ve Scone, Scone        | Richard the Chaplain biskup ze St. Andrews                                 |
| Král     | Alexandr II.    | 6. prosince 1214   | Opatství ve Scone, Scone        | William de Malveisin biskup ze St. Andrews                                 |
| Král     | Alexandr III.   | 13. července 1249  | Opatství ve Scone, Scone        | David de Bernham biskup ze St. Andrews                                     |
| Král     | Robert I.       | 27. března 1306    | Opatství ve Scone, Scone        | William de Lamberton biskup ze St. Andrews Robert Wishart biskup z Glasgow |
| Královna | Alžběta z Burgh | 27. března 1306    | Opatství ve Scone, Scone        | William de Lamberton biskup ze St. Andrews Robert Wishart biskup z Glasgow |
| Král     | David II.       | 24. listopadu 1331 | Opatství ve Scone, Scone        | James Bane biskup ze St. Andrews                                           |
| Královna | Johana Anglická | 24. listopadu 1331 | Opatství ve Scone, Scone        | James Bane biskup ze St. Andrews                                           |
| Král     | Robert II.      | 26. března 1371    | Opatství ve Scone, Scone        | William de Landallis biskup ze St. Andrews                                 |
| Král     | Robert III.     | 14. srpna 1390     | Opatství ve Scone, Scone        | Walter Trail biskup ze St. Andrews                                         |
| Král     | Jakub I.        | 21. května 1424    | Opatství ve Scone, Scone        | Henry Wardlaw biskup ze St. Andrews                                        |
| Král     | Jakub II.       | 25. března 1437    | Holyroodské opatství, Edinburgh | Michael Ochiltree biskup z Dunblane                                        |
| Král     | Jakub III.      | 10. srpna 1460     | Opatství v Kelsu                | James Kennedy arcibiskup ze St. Andrews                                    |
| Král     | Jakub IV.       | 24. června 1488    | Opatství ve Scone, Scone        | William Scheves arcibiskup ze St. Andrews                                  |
| Král     | Jakub V.        | 21. září 1513      | Kaple zámku Stirling, Stirling  | James Beaton arcibiskup z Glasgow                                          |
| Královna | Marie de Guise  | 22. února 1540     | Holyroodské opatství, Edinburgh | David Beaton arcibiskup ze St. Andrews                                     |
| Královna | Marie I.        | 9. září 1543       | Kaple zámku Stirling, Stirling  | John Hamilton arcibiskup ze St. Andrews                                    |
| Král     | Jakub VI.       | 29. červenec 1567  | Kirk of the Holy Rude, Stirling | Adam Bothwell orknejský biskup                                             |
| Královna | Anna Dánská     | 17. května 1590    | Holyroodské opatství, Edinburgh | Adam Bothwell orknejský biskup                                             |
| Král     | Karel I.        | 18. červen 1633    | Holyroodské opatství, Edinburgh | John Spottiswoode arcibiskup ze St. Andrews                                |
| Král     | Karel II.       | 1. leden 1651      | Opatství ve Scone, Scone        | Archibald Campbell 1. markýz z Argyllu                                     |